# Менесфей
Менесфей или Менестей (др.-греч. Μενεσθεύς) — персонаж древнегреческой мифологии. Потомок афинского царя Эрехтея. Был изгнан из родного города вместе с отцом Петеоем правителем Афин Эгеем либо его сыном Тесеем. Когда Тесей находился в Аиде, Менесфей смог настроить против него народ и стать царём. Был предводителем афинян во время Троянской войны.

## Мифы

### Воцарение в Афинах
Афинский аристократ, правнук царя Эрехтея, внук Орнея и сын Петеоя. Был изгнан вместе с отцом из Афин то ли Эгеем, то ли его сыном Тесеем.
Стал царём Афин, когда Тесей с Пирифоем находились в царстве Аида. Сначала он возмутил толпу против Тесея. Аристократам Менесфей напоминал о той власти, которую они потеряли. Обычным горожанам он внушал мысль, что их лишил свободы пришлый чужеземец. Осуществлению планов Менесфея по захвату власти в Афинах способствовала война с Диоскурами, которые со своим войском вторглись в Аттику. Их целью было освобождение сестры Елены, которую ранее выкрал из дома Тесей. Менесфей убедил афинян впустить Диоскуров в город, «которые-де воюют с одним лишь Тесеем, зачинщиком вражды и насилия, всем же остальным людям являют себя благодетелями и спасителями». По одной из версий, Менесфей сам пригласил Диоскуров вторгнуться в Аттику. После того как Тесей смог вернуться домой в Афины, жители города предпочли ему Менесфея. Согласно «Хронике» Евсевия Кесарийского стал правителем Афин в 1204 году до н. э. Сыновья Тесея Демофонт и Акамант с приходом к власти Менесфея ушли в изгнание ко двору предводителя абантов Элефенора на Эвбею, так как не захотели подчиняться власти нового царя. По одной из версий, царь Скироса Ликомед столкнул Тесея с горы, чтобы угодить Менесфею.
Менесфей был одним из нескольких десятков женихов Елены. Согласно Гесиоду, афинский царь на сватовство привёз особо много даров и «обильное приданое». Приёмный отец невесты спартанский царь Тиндарей оказался перед сложным выбором. Из множества знаменитых воинов, царей, сыновей богов он мог получить одного друга, ставшего мужем Елены, и несколько десятков рассерженных врагов. По совету Одиссея, Тиндарей обязал всех женихов дать клятву признать будущего мужа Елены и, что главное, прийти ему на помощь в случае опасности и обиды. В итоге супругом Елены стал Менелай, но Менесфей оказался связанным на всю жизнь данной Тиндарею клятвой. Когда через десять лет троянский царевич Парис при содействии Афродиты похитил Елену, Менесфей со своим войском был вынужден влиться в армию ахейцев, отправившуюся к стенам Трои.

### Участие в Троянской войне
Но мужей, населяющих град велелепный Афины,
Область царя Эрехтея, которого в древние веки
Матерь земля родила, воспитала Паллада Афина,
И в Афины ввела, и в блестящий свой храм водворила,
Где и тельцами и агнцами ныне её ублажают
Чада Афин, при урочном исходе годов круговратных, —
Сих предводил Петеид Менесфей, в ратоборстве искусный.
С ним от мужей земнородных никто не равнялся в искусстве
Строить на битвы и быстрых коней, и мужей щитоносцев.
Нестор один то оспаривал, древле родившийся старец.
С ним пятьдесят кораблей, под дружиною, чёрных примчалось.
На войну Менесфей отплыл из Фалерской гавани с большим флотом из 50 кораблей. В «Илиаде» афиняне и Менесфей при первом упоминании описаны настолько подробно, что у историков возникает предположение о позднем «афинском» характере вставки. Одним из главных аргументов является несоответствие количества афинян под Троей и столь детального описания их роли в «Илиаде». Также обращает внимание, что вся Аттика в списке греческих войск представлена лишь Афинами, чьи воины практически не участвуют в описанных в поэме битвах. Менесфей упомянут по ходу поэмы лишь несколько раз. Среди прочего в IV песне Агамемнон упрекает Менесфея и его воинов за праздность в битве, а в XII песне афинский царь испугался атаки Главка и Сарпедона и призвал на помощь Аякса.
Историк Л. С. Клейн отмечал, что герои «Илиады» могли проявить себя либо в искусстве построения войска, либо в поединках. Менесфею приписали талант стратега-организатора военного строя.
Согласно историку Гелланику, Менесфей отправил к Елене гонца Талфибия с требованием привести мать Тесея Эфру, которая находилась в Трое. Елена уважила просьбу Менесфея и отправила Эфру к её сыновьям Демофонту и Акаманту.
Сидел в троянском коне. Существует несколько версий о дальнейшей судьбе Менесфея. По одной версии, он погиб во время штурма города. Согласно Псевдо-Аполлодору, при возвращении из-под Трои прибыл на Мелос. Жители острова после смерти своего царя Полианакта уговорили Менесфея стать их правителем. По пути из Трои основал несколько городов в Малой Азии и южной Италии. В «Дневнике Троянской войны» Диктиса Критского Менесфей благополучно добрался до Афин и даже попытался вернуть трон малолетнему Оресту после убийства его отца Агамемнона. Согласно «Хронике» Евсевия Кесарийского умер в 1182 году до н. э. Следующим царём Афин стал сын Тесея Демофонт

## Культ
В отличие от многих других царей и героев Троянской войны в историческое время Менесфей был практически неизвестен в Афинах. Культ Менесфея сохранялся в Элее в Эолиде, где он считался основателем города. Также Менесфею приписывали основание колонии Скиллеция в южной Италии. Согласно писателю II—III веков Филострату, Менесфей пользовался особым почётом в Гадире (современный Кадис), где ему приносили жертвы.

## В литературе и астрономии
В романе о жизни Тесея «Бык из моря» Мэри Рено Менесфей представлен в образе пажа, которого привезли из одного из походов. В романе он сообразительный и двуличный юноша.
Именем Менесфея назван астероид Юпитера, который был открыт 19 сентября 1973 года голландскими астрономами К. Й. ван Хаутеном, И. ван Хаутен-Груневельд и Томом Герельсом в Паломарской обсерватории.

### Исследования
- Ботвинник М. Н. Ликомед // Мифы народов мира / Главн. ред. С. А. Токарев. — М.: Советская энциклопедия, 1980. — С. 590.
- Гринцер Н. П. Гомер, политика и Панафинеи // Вестник древней истории. — М.: Наука, 2019. — Т. 79, № 2. — С. 266—279. — ISSN 0321-0391.
- Жестоканов С. М. Легендарная история Греция в хронологических таблицах Евсевия Кесарийского // Мнемон: Исследования и публикации по истории античного мира. — СПб.: Издательство СПбГУ, 2017. — № 17. — С. 233—252. — ISSN 1813-193X.
- Клейн Л. С. Анатомия «Илиады». — СПб.: Издательство С.-Петербургского университета, 1998. — 560 с. — ISBN 5-288-01823-5.
- Клейн Л. С. Каталог кораблей: структура и стратиграфия // Stratum plus. Археология и культурная антропология. — Кишинёв: Университет Высшая Антропологическая Школа, 2000. — № 3. — С. 17—51. — ISSN 1857-3533.
- Кондрашов А. П. Кто есть кто в мифологии Древней Греции и Рима. 1738 героев и мифов. — РИПОЛ Классик, 2016. — 704 с. — (Культура в фактах). — ISBN 978-5-386-09554-3.
- Рено М. Тесей. Царь должен умереть. Бык из моря. — Азбука, 2016. — 640 с. — ISBN 978-5-389-09154-2.
- Суриков И. Е. Гелланик и Афины // Проблемы истории, филологии, культуры. — Магнитогорск: Институт археологии РАН, 2021. — Вып. 73, № 3. — С. 176—196. — ISSN 2658-316X. — doi:10.18503/1992-0431-2021-3-73-176-196.
- Тахо-Годи А. А. Тесей // Мифы народов мира / Главн. ред. С. А. Токарев. — Советская энциклопедия, 1980. — С. 974—976.
- Ярхо В. Н. Елена // Мифы народов мира / Главн. ред. С. А. Токарев. — М.: Советская энциклопедия, 1980. — С. 356—358.
- Ярхо В. Н. Троянская война // Мифы народов мира / Главн. ред. С. А. Токарев. — М.: Советская энциклопедия, 1980. — С. 999—1001.
- Stoll H. W. Menestheos // Ausführliches Lexikon der griechischen und römischen Mythologie :  [нем.] / Roscher Wilhelm Heinrich. — Leipzig : Druck und Verlag von B. G. Teubner, 1890—1894. — Bd. II. — Kol. 2792.